# Bektemir
Bektemir es uno de los distritos que forman la ciudad de Taskent, la capital de Uzbekistán. Se encuentra a una altitud de 427 m sobre el nivel del mar. 

## Demografía
Según estimación 2010 contaba con una población de 29187 habitantes.